# Kinnekulle
Kinnekulle ( PRONÚNCIA) é uma montanha do norte da província histórica da Västergötland, localizada junto à margem sudeste do lago Vänern. É uma montanha em forma de meseta, cujo ponto mais alto atinge os 306 metros.